# Ernst Alexanderson
Ernst Frederik Werner Alexanderson (Uppsala, 25 januari 1878 – Schenectady, 14 mei 1975) was een Zweeds elektrotechnisch ingenieur, uitvinder en een pionier van radio- en televisieontwikkeling.

## Biografie
Alexanderson werd geboren in de Zweedse plaats Uppsala, in januari 1878. Alexanderson was de zoon van een rechter en een professor uit Griekenland. Hij kreeg interesse in elektrotechniek, en ging naar het instituut voor technologie in Stockholm, en deed postuniversitair werk bij de technische universiteit van Berlijn. Hij emigreerde naar de Verenigde Staten in 1902 en bracht de meeste tijd door aan het werken voor het bedrijf General Electric (GE).
Hij ontwierp de alexanderson-alternator in 1904. Alexanderson ontwierp ook op kerstavond 1906 voor het eerst een radio-uitzending met muziek en spraak. De uitzending werd helemaal gehoord tot aan de Caribische Zee. Alexanderson ontwierp ook de amplidyne, een soort versterker, en was ook betrokken in de ontwikkeling van de televisie.
De eerste televisie-uitzending in de VS was door zijn team van GE (General Electric) in 1927. Er was een sterke competitie tussen de Amerikaanse televisiestations CBS (Columbia Broadcasting System) en RCA (Radio Corporation of America), ook hierbij werd hulp gegeven door de Zweedse pionier Alexanderson. De Amerikaanse televisiestations ontwikkelden samen met Alexanderson de kleuren-tv in 1955.
De uitvinder en ingenieur bleef actief op hoge leeftijd, werkend als adviseur van GE en RCA in de jaren 1950. Ernst Alexanderson stierf in 1975, en werd begraven in New York.

## Alexanderson-alternator

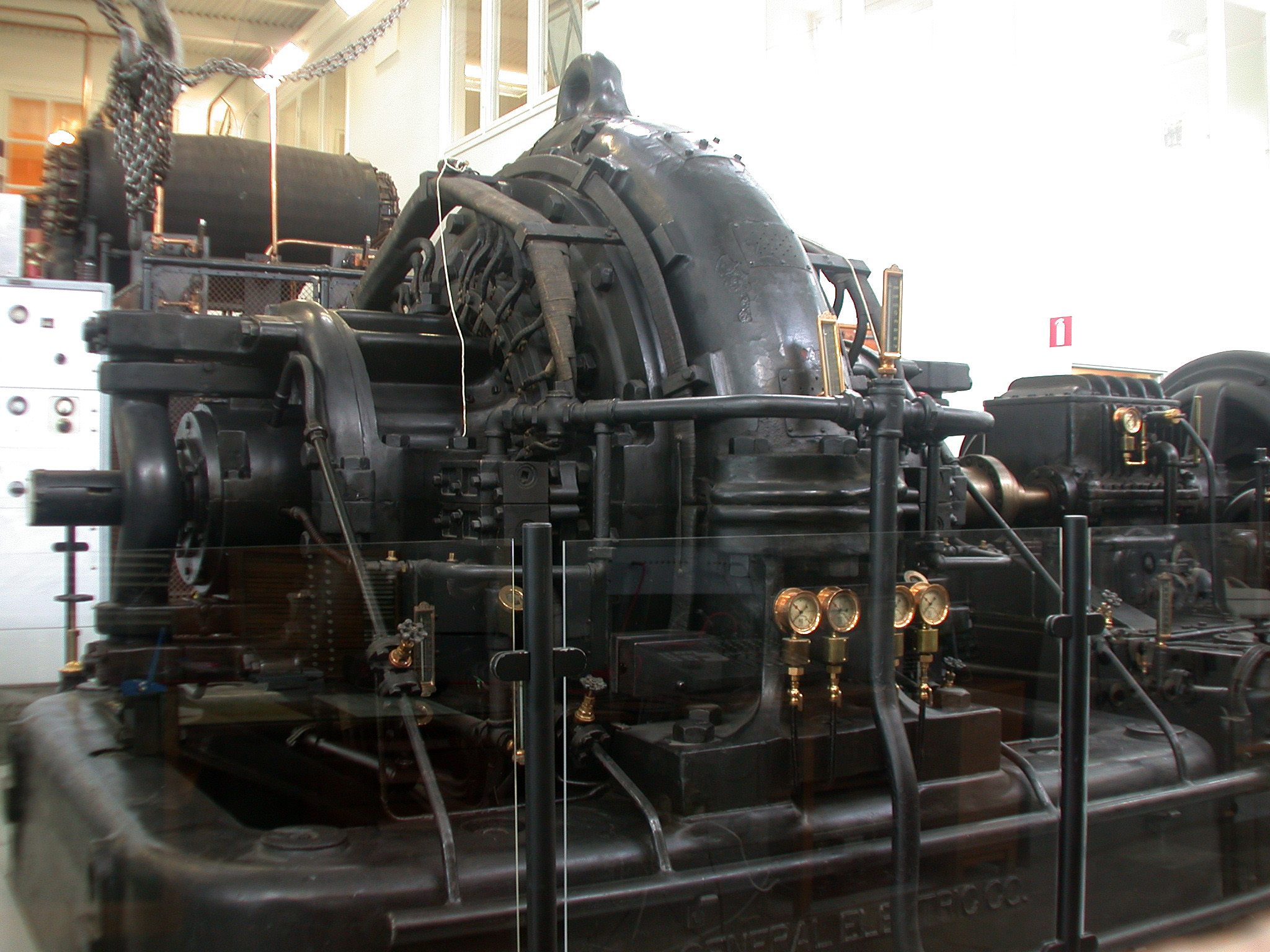
Alexanderson-alternator in Grimeton

De alexanderson-alternator was zijn grootste uitvinding. Dit is een wisselstroomgenerator met hoge frequentie voor langegolftransmissies, die gemoduleerde (stem)radio-uitzendingen mogelijk maakten. Het was een ronddraaiende machine die voor de generatie van hoogfrequente wisselstroom werd uitgevonden tot 100 kHz, voor radioverbinding. De alexanderson-alternator werd uitgebreid gebruikt voor lange golfradioverbindingen door kustposten, maar was te groot en te zwaar om op de meeste schepen te worden geïnstalleerd.
Tot de uitvinding van vacuümbuis in de jaren 1920, was de alexanderson-alternator een belangrijke hoogvermogen-radiozender. De laatste resterende uitvoerbare alexanderson-alternator is bij de VLF-zender Grimeton in Zweden. Met de alexanderson-alternator als basis heeft hij veel meer ontdekkingen kunnen doen, zoals het beter uitzenden van radio en televisie.

## Emigratie en werk in de Verenigde Staten
In 1901 verhuisde Ernst Alexanderson naar Schenectady, een stad in New York in de Verenigde Staten. Daar werkte hij voor General Electric (GE) onder leiding van Charles P. Steinmetz, de wiskundige die hem geïnspireerd had om naar de Verenigde Staten te gaan. Een van zijn eerste opdrachten was om de toen gebruikte zenders, die maar tot 60 Hz konden werken, te verbeteren.
Na twee jaar werken had Alexanderson een zender gemaakt die wel tot 100 kHz kon. Hierdoor konden in plaats van piepjes, stemmen verzonden worden. De zender werd geïnstalleerd bij de opdrachtgever, Reginald Fessenden, die op kerstavond 1906 zijn eerste uitzending ermee uitzond.

## Onderscheidingen
In 1944 ontving hij de IEEE Edison Medal voor zijn belangrijke bijdragen aan de elektrotechniek.
- Bibliothèque nationale de France: cb178141150 (data)
- Gemeinsame Normdatei: 1050400356
- International Standard Name Identifier: 0000 0000 5274 255X
- KulturNav: 3c139174-d646-4987-a97f-7387a0c719fe
- Library of Congress Control Number: n91097472
- Nederlandse Thesaurus van Auteursnamen: 199954216
- LIBRIS: 264242
- SNAC: w6ft9p9v
- Virtual International Authority File: 26246514
- WorldCat: E39PBJtxhrGThct9MhMrFc8pyd